# Dorra Bouzid
Dorra Bouzid (1933 – 24 tháng 9 năm 2023) là một nhà báo, nhà phê bình nghệ thuật và nữ quyền người Tunisia.

## Đời sống
Dorra Bouzid được sinh ra ở Sfax. Sau khi cha cô qua đời, mẹ cô Cherifa đã bất chấp sự kỳ vọng của gia đình bằng cách chuyển đến Nabeul vào đầu những năm 1930, đi xe đạp, dạy tiểu học và kết hôn với nhà văn Mahmoud Messadi. Dorra và em gái của cô được giáo dục tại một lycée của Pháp.
Vào cuối những năm 1940, Bouzid học tại École des Beaux-Arts ở Tunis. Tuy nhiên, mẹ cô khăng khăng cô học ngành dược để tự túc, và vì vậy cô đã đăng ký Khoa Dược tại Paris vào năm 1951. Ở đó, cô gia nhập Hiệp hội Sinh viên Hồi giáo Bắc Phi (AEMNA), và giúp tổ chức một tờ báo kết hợp chủ nghĩa dân tộc và chủ nghĩa quốc gia, trước khi trở về Tunis để hành nghề dược.
Các biên tập viên của tờ báo chủ nghĩa dân tộc L'Action tuyển Bouzid để viết cột của một phụ nữ, mà đã trở thành một trang đầy đủ mang tên "Feminine Hành động'. Năm 1955, cô xuất bản có một 'năm Gọi để biết Luật Emancipation' đòi toàn quyền cho phụ nữ. Sau đây Habib Bourguiba ban hành Bộ luật về tình trạng cá nhân, hiện đại hóa luật liên quan đến phụ nữ. Năm 1959, Bouzid trở thành biên tập viên chính của tạp chí nữ quyền Faiza, do Safia Farhat thành lập gần đây. Maroc.
Bouzid là chủ đề của một bộ phim tài liệu năm 2012 của Walid Tayaa, Dorra Bouzid, une Tunisienne, un combat.
Bà qua đời tại La Marsa vào ngày 24 tháng 9 năm 2023, thọ 90 tuổi.

## Công trình
- Ecole de Tunis: Un âge d'or de la peinture tunisienne, 1995